# Harold Wheeler
Harold Wheeler (St. Louis, 14 de julho de 1943) é um condutor, compositor e músico estadunidense. Ele já recebeu inúmeras indicações ao Tony Award e ao Drama Desk Award pela orquestração e já venceu por Hairspray.

## Discografia
- Nina Simone – Here Comes the Sun (1971) – arranjo, condução e produção
- Bruce Springsteen – Greetings From Asbury Park, N.J. (1973) – piano
- Grind (1975) – orquestração adicional
- The Harold Wheeler Consort – Black Cream (álbum; 1975) – produtor, arranjo e piano[1]
- The Wiz (1978) – trilha sonora
- Straight Out of Brooklyn (1991) – canção original
- Mississippi Rising (2005) – arranjo e condução